# 小合村
小合村（こあいむら）は、かつて新潟県中蒲原郡にあった村。1955年4月1日の編入合併によって消滅し、現在は新潟市秋葉区の一部となっている。
以下の記述は合併直前当時の旧小合村に関しての記述であり、現在では名称等が異なる場合がある。なお、ここに記述されていない内容に関しては新潟市などの記事を参照。

## 沿革
- 1901年（明治34年）11月1日 - 中蒲原郡小鹿村、小梅村が合併し、小合村が発足。
- 1955年（昭和30年）4月1日 - 新津市に編入され消滅。